# Le Noël de Mickey
Pour plus de détails, voir Fiche technique et Distribution.
Le Noël de Mickey (Mickey's Christmas Carol) est film de Noël des studios Disney. Sorti en 1983, il est adapté du conte de Charles Dickens, Un chant de Noël (A Christmas Carol).
Ce film marque la première apparition de Mickey Mouse à l'écran depuis 1953.

## Synopsis
La veille de Noël, dans le Londres du XIXe siècle, Ebenezer Scrooge est un prêteur d'argent avare qui s'oppose à la joie de Noël. Il refuse l'invitation de son neveu Fred au dîner de Noël, puis retire deux messieurs de l'aide à la collecte de fonds pour les pauvres. Son fidèle employé Bob Cratchit demande à avoir la moitié du jour de Noël, ce que Scrooge accepte à contrecœur, mais dit que Cratchit serait amputé d'une demi-journée de salaire.
Scrooge continue ses affaires et rentre chez lui juste avant minuit. Dans sa maison, Scrooge rencontre le fantôme de son ancien associé Jacob Marley, qui l'avertit de se repentir de ses mauvaises manières, sinon il sera condamné dans l'au-delà comme il l'était, l'informant que trois esprits lui rendront visite pendant la nuit.
À une heure, Scrooge reçoit la visite du fantôme du Noël passé, qui le ramène dans le temps à sa vie d'adulte. Ils visitent son temps en tant qu'employé sous Fezziwig. Fezziwig organise une fête de Noël où le jeune Scrooge rencontre une jeune femme nommée Isabelle, dont il tombe amoureux. Cependant, le fantôme montre à Scrooge comment Isabelle l'a quitté quand il a choisi l'argent à sa place. Un Scrooge désemparé rejette le fantôme alors qu'il retourne dans le présent, déplorant ses actions passées.
À deux heures, Scrooge rencontre le gigantesque et joyeux fantôme du Noël présent. Scrooge et le fantôme visitent la maison de Bob, apprenant que sa famille est étonnamment satisfaite de leur petit dîner. Scrooge a pitié du fils malade de Bob, Tiny Tim. Le fantôme commente que Tiny Tim ne survivra pas avant Noël prochain, puis disparaît.
Scrooge est ensuite transporté dans un cimetière, où il rencontre le fantôme du Noël futur, qui apparaît initialement comme une figure silencieuse, masquée et fumeuse de cigares. Lorsque Scrooge s'enquiert de Tiny Tim, le fantôme révèle que Tim est mort. Alors qu'un Scrooge dévasté demande si cet événement peut être changé, il voit deux fossoyeurs qui sont amusés que personne n'ait assisté aux funérailles de l'homme qu'ils enterrent. Dès que les fossoyeurs sont partis, le fantôme révèle que l'homme qui est mort n'est autre que Scrooge lui-même. Désormais terrifié, Scrooge décide de changer ses habitudes une fois pour toutes alors que le fantôme le pousse dans la tombe, où son cercueil vide s'ouvre pour révéler la porte de l'enfer.
Se réveillant dans sa chambre le jour de Noël, Scrooge décide de surprendre la famille de Bob avec un dîner à la dinde et s'aventure à répandre le bonheur et la joie autour de Londres. Il accepte l'invitation de Fred et fait don d'une somme d'argent considérable aux messieurs qu'il a précédemment rejetés. Scrooge se rend ensuite à la maison Cratchit. Au début, adoptant un comportement sévère, Scrooge révèle qu'il leur a apporté de la nourriture et des cadeaux et qu'il a l'intention d'augmenter le salaire de Bob et de faire de lui son associé dans sa maison de comptage. Scrooge et les Cratchits célèbrent joyeusement Noël.

## Fiche technique
- Titre original : Mickey's Christmas Carol
- Titre français : Le Noël de Mickey
- Réalisation : Burny Mattinson assisté de Timothy O'Donnell
- Scénario : Burny Mattinson, Tony Marino, Ed Gombert, Don Griffith, Alan Young et Alan Dinehart adapté du conte Un chant de Noël de Charles Dickens
- Conception graphique :
  - Direction artistique : Don Griffith
  - Cadrage : Michael Peraza Jr., Sylvia Roemer et Gary M. Eggleston
  - Décors : Jim Coleman, Brian Sebern, Kathleen Swain, Tia Kratter et Donald Towns
- Animation :
  - Supervision : Glen Keane (Willie le géant, Dingo), Mark Henn (Mickey, Jiminy Cricket), Ed Gombert, Dale Baer, John Lasseter, David Block (Picsou, Jiminy) et Randy Cartwright[2]
  - Consultant : Eric Larson
  - Effets spéciaux d'animation : Ted Kierscey, Jeff Howard, Mark Dindal et Jack Boyd
- Montage : James Melton et Armetta Jackson ; Jack Wadsworth et Dennis Ricotta (musique)
- Musique : Irwin Kostal
  - Chansons : Frederick Searles et Irwin Kostal
- Production : Burny Mattinson, Edward Hansen
- Sociétés de production : Walt Disney Pictures
- Sociétés de distribution : Buena Vista Pictures
- Format : Couleurs - 35 mm - 1,78:1 - Stéréo
- Durée : 25 minutes[1]
- Dates de sortie : 
  - Royaume-Uni : 20 octobre 1983
  - France : 26 novembre 1983
  - États-Unis : 16 décembre 1983

## Distribution

### Les personnages Disney et leur rôle dans le conte
- Balthazar Picsou : Ebenezer Scrooge
- Mickey Mouse : Bob Cratchit
- Donald Duck : Fred Honeywell, neveu d'Ebenezer
- Dingo : Jacob Marley
- Jiminy Cricket : Le Fantôme des Noëls passés
- Daisy Duck : Isabelle, amour de jeunesse d'Ebenezer
- Willie le Géant : Le Fantôme des Noëls présents
- Minnie Mouse : Emily Cratchit
- Jojo : Tiny Tim Cratchit
- Michou : Peter Cratchit
- Melody Mouse : Martha Cratchit
- Pat Hibulaire : Le Fantôme des Noëls futurs
- J. Thaddeus Toad (M. Crapaud) : M. Fezziwig

Parmi les autres personnages du film, on peut trouver, entre autres, Riri, Fifi et Loulou, Horace Horsecollar, Clarabelle Cow, Grand-Mère Donald, Tic et Tac, Gus Glouton, Clara Cluck, Max Hare, Paddy et Peter Pig ; les Trois Petits Cochons, le Grand Méchant Loup et ses fils ; Crapaud (Fezziwig), Rat et Taupe (les quêteurs), Blaireau, Cyril Proudbottom et les fouines de la Mare aux Grenouilles du film Le Crapaud et le Maître d'école (1949) ; l'oncle Waldo des Aristochats (1970) ; Dame Gertrude, Toby et Bobby de Robin des Bois (1973), etc.

### Voix originales
- Alan Young : Scrooge McDuck (Balthazar Picsou) / Ebenezer Scrooge
- Wayne Allwine : Mickey Mouse / Bob Cratchit (Bob Pratchett)
- Hal Smith : Goofy (Dingo) / Jacob Marley
- Will Ryan : Willie the giant (Willie le géant) / Ghost of Christmas Present (Fantôme des Noëls présents), Peg Leg Pete (Pat Hibulaire) / Ghost of Christmas Yet to Come (Fantôme des Noëls à venir)
- Eddie Carroll : Jiminy Cricket / Ghost of Christmas Past (Fantôme des Noëls passés)
- Patricia Parris : Daisy Duck / Isabelle
- Dick Billingsley : Morty Mouse (Jojo) / Tiny Tim
- Clarence Nash : Donald Duck / Fred Honeywell

### Voix françaises

#### 1erdoublage(1983)
- Philippe Dumat : Balthazar Picsou / Ebenezer Scrooge
- Marc François : Mickey Mouse / Bob Cratchit
- Roger Carel :  Jiminy Cricket / Fantôme des Noëls passés ; Pat Hibulaire / Fantôme des Noëls futurs
- Guy Montagné[3] :  Donald Duck / Fred Honeywell
- Georges Aminel : Dingo / Jacob Marley
- Séverine Morisot : Daisy Duck / Isabelle
- Jean-Marie Proslier : Willie le géant / Fantôme des Noëls présents
- Marie-Françoise Sillière : Jojo / Tiny Tim
- Henry Djanik : Un quêteur / Rat
- Jacques Deschamps : Le croque-mort

#### 2edoublage(1994)
- Philippe Dumat : Balthazar Picsou / Ebenezer Scrooge
- Jean-François Kopf : Mickey Mouse / Bob Cratchit
- Roger Carel : Jiminy Cricket / Fantôme des Noëls passés
- Sylvain Caruso : Donald Duck / Fred Honeywell
- Gérard Rinaldi : Dingo / Jacob Marley
- Séverine Morisot : Isabelle / Daisy Duck ; Jojo / Tiny Tim
- Michel Vocoret : Pat Hibulaire / Fantôme des Noëls futurs
- Georges Berthomieu : Willie le Géant / Fantôme des Noëls présents
- Henry Djanik : Un quêteur / Rat

#### 3edoublage(2002)
- Pierre Baton : Balthazar Picsou / Ebenezer Scrooge
- Laurent Pasquier : Mickey Mouse / Bob Cratchit
- Roger Carel : Jiminy Cricket / Fantôme des Noëls passés
- Sylvain Caruso : Donald Duck / Fred Honeywell
- Gérard Rinaldi : Dingo / Jacob Marley
- Sybille Tureau : Daisy Duck / Isabelle
- Emmanuel Curtil : Willie le Géant / Fantôme des Noëls présents
- Alain Dorval : Pat Hibulaire / Fantôme des Noëls futurs
- Jacques Ciron : Un quêteur / Le rat
- Kelyan Blanc : Jojo / Tiny Tim

## Origine et production
Au début des années 1980, Tom Wilhite est nommé par Ron Miller vice-président chargé du développement des films d'animation et de la télévision. En parallèle, le studio avait lancé un programme de formation d'une nouvelle génération d'animateurs, programme qui sera par la suite fusionné avec le California Institute of the Arts. C'est cette équipe qui travaille sur la production de Rox et Rouky (1981). Wilhite obtient l'autorisation de produire de nouveaux films avec Mickey Mouse, et lance plusieurs projets dont Le Noël de Mickey. Parmi les autres, on peut noter Vincent (1982) de Tim Burton.
L'idée de ce film est inspirée d'un album homonyme édité en 1974 par Walt Disney Records. Le scénariste Burny Mattinson obtient en mai 1981 l'accord de Ron Miller, alors président et CEO de Walt Disney Productions, pour réaliser ce film,.  Malgré le titre du film, Mickey n'est pas le protagoniste principal du court-métrage, à la place, c'est Balthazar Picsou. Le choix de ce titre n'est sans doute que promotionnel. Cependant, ce titre correspond bien à l'objet de l'intrigue. En effet, lors de ses voyages avec les fantômes, Scrooge découvre que Noël est primordial pour son adjoint Bob Cratchit, particulièrement pour son troisième enfant, handicapé. À la fin de l'histoire, Scrooge sauve donc le Noël de Cratchit non seulement en offrant des jouets aux enfants, mais aussi en proposant à Bob de devenir son associé à part entière.
L'un des problèmes liés à la production de ce film est lié aux voix des personnages. Clarence Nash, bien qu'âgé, pouvait toujours doubler Donald Duck comme il le faisait depuis 1934. La voix de Jim MacDonald n'avait plus le fausset nécessaire pour interpréter Mickey, qu'il avait repris à la fin des années 1940, Walt Disney étant désormais trop occupé ; Wayne Allwine, un jeune technicien des effets spéciaux sonores formé par MacDonald, a été choisi pour prendre la relève. Allwine prêtera sa voix à la souris jusqu'à sa mort en 2009. Pour Nash c'est sa dernière participation à un film sorti au cinéma.
La chanson « Oh! What a Merry Christmas Day » a été composée par Irwin Kostal sur des paroles de Fredrick Searles. Chaque doublage français possède sa version, proposant des paroles différentes : « C'est aujourd'hui jour de Noël » dans le 1er doublage français, « Les cloches sonnent, c'est Noël » dans le 2e et « Vive la magie de Noël » dans le 3e.
Le Noël de Mickey a été diffusé en première partie d'une rediffusion Bernard et Bianca remarquable, car c'est le retour d'une tradition vieille de plus de 50 ans, un court métrage de Disney dépassant le succès du long métrage qu'il accompagne.
Pour la version française, Roger Carel qui doublait déjà Jiminy Cricket dans Pinocchio le redouble à nouveau dans ce film, c'est le fantôme des Noëls Passés.

## Sortie et accueil
Pour Leonard Maltin, le film peut être une source de satisfaction pour le studio, car « aucun des personnages n'est une simple imitation du passé, mais plutôt une nouvelle forme avec une forte personnalité ». Il ajoute que « les jeunes animateurs et scénaristes ont relevé le défi, le film est un délice, bien écrit, bien mis en scène et animé avec un vrai esprit et de l'humour »

## Exploitation
En France, Roger Carel est le narrateur d'un livre audio de ce conte.
Une première édition VHS était disponible en 1984 (1er doublage) en même temps qu'une diffusion sur NBC; il a été réédité quelques années plus tard dans la série des Mini Classiques (2e doublage).
Le film est proposé dans le coffret DVD Mickey Mouse, les années couleur 2e partie (2e doublage).
Il est également intégré, dans une version légèrement modifiée, à la compilation VHS/DVD Mickey, la magie de Noël parue en 2001 (3e doublage).
La collection Les Intemporels (2009) propose le premier doublage qui est depuis celui exploité sur tous les supports.

## Distinctions
- Nomination à l'Oscar du meilleur court-métrage d'animation 1984.